# 西门塔尔牛

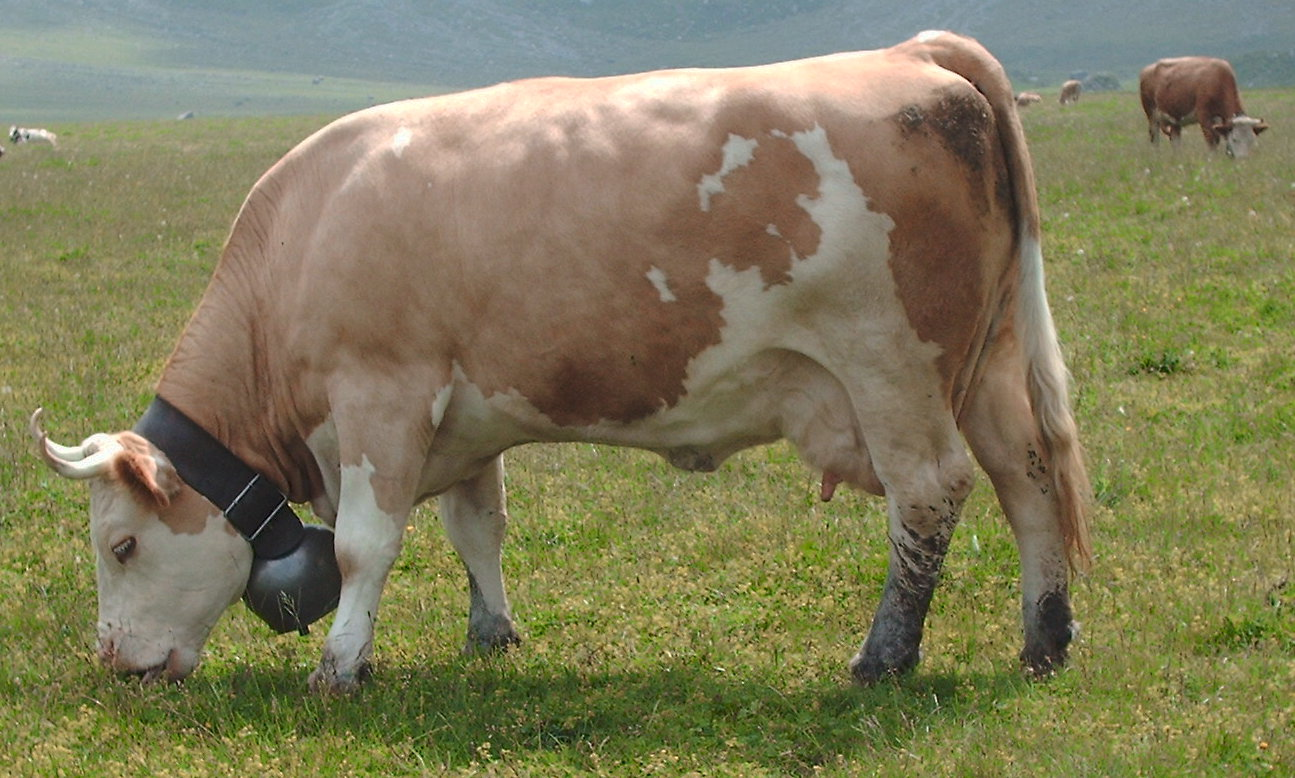

西门塔尔牛（德語：Simmentaler，發音：[ˈzɪmənˌtaːlɐ]），也称红花牛，是一个原产于瑞士伯尔尼高地地区的乳肉兼用的家牛品种，得名于锡默河谷。外观上，西门塔尔牛为白色底纹黄色或粉色花斑。平均每年产牛奶4吨，成年公牛体重可达1.2吨，生长期间平均每天增重1.4千克。